# هربرت بالمر
كان هربرت بالمر (بالإنجليزية: Herbert Palmer)‏ (1601–1647) رجل دين إنجليزي تطهيري، وعضوًا في جمعية وستمنستر، ورئيس كلية كوينز في كامبريدج.

## حياة سابقة
ولد في وينغهام عام 1601، وعمد في 29 مارس. كانت والدته الابنة الكبرى لهربرت بيلهام من كراولي، ساسكس. لقد تعلم الفرنسية بعد أن تعلم اللغة الإنجليزية، وكان دائمًا يتحدثها بطلاقة.
في 23 مارس 1616، تم قبوله كزميل عام في كلية سانت جون، كامبريدج. حصل على بكالوريوس 1619، ماجستير 1622، وانتخب زميلًا لكلية كوينز، كامبريدج في 17 يوليو 1623. تولى الأوامر المقدسة في عام 1624. في عام 1626، في طريقه لزيارة شقيقه السير توماس بالمر بارت (ت 1666)، في وينغهام، وعظ في كاتدرائية كانتربري. وصل تقرير خطبته إلى آذان فيليب ديلم، وزير الكنيسة الفرنسية في كانتربري، الذي تعرف عليه في وينغهام، وجعله يعظ مرة أخرى في سانت جورج، كانتربري. عمل مستشارًا روحيًا وقام بزيارات دينية كثيرة، وإن كان ذلك بدون تكلفة رعوية. من حين لآخر كان يعظ المصلين الفرنسيين.